# Delano Ames
Pour les articles homonymes, voir Ames (homonymie).
Delano Ames, né le 29 mai 1906 à Mount Vernon, dans l’Ohio, aux États-Unis, et décédé en janvier 1987 à Madrid, en Espagne, est un écrivain américain, auteur de roman policier.

## Biographie
Il naît en 1906 à Mount Vernon dans l’Ohio, puis déménage avec sa famille au Nouveau-Mexique en 1917. Il suit les cours de l’université Columbia et s’installe à New York où il épouse la romancière australienne Maysie Greig en 1929. Le couple divorce en 1937 et Ames part pour l’Angleterre.
Pendant la Seconde Guerre mondiale, il est affecté au service du renseignement britannique. Il travaille ensuite dans le monde de l’édition, étant notamment traducteur pour les éditions Larousse.
Comme romancier, il est principalement connu pour sa série consacrée au tandem composé de Dagobert Brown et Jane Hamish qui enquêtent à Londres et en Europe dans douze romans, dont sept ont été traduits en français. Il écrit en parallèle une seconde série avec le personnage de Juan Llorca, un policier de la Guardia Civil. Il signe également deux novélisations, l’une d’Une nuit à Casablanca d’Archie Mayo, l’autre de School for Secrets de Peter Ustinov
Il décède à Madrid en 1987 à l’âge de 80 ans.

## Œuvre

### SérieDagobert Brown et Jane Hamish
- She Shall Have Murder (1948) Publié en français sous le titre César, vous aurez votre crime, traduction de Jacques Decrest, Paris, A. Fayard, coll. César et Jane, 1953.
- Murder Begins at Home (1949) Publié en français sous le titre Meurtre en famille, traduction de Jacques Brécard, Paris, A. Fayard, coll. César et Jane, 1954.
- Corpse Diplomatique (1950) Publié en français sous le titre César cherche le consul, traduction de Jacques Decrest, Paris, A. Fayard, coll. César et Jane, 1954.
- Death of a Fellow Traveller ou Nobody Wore Black (1951) Publié en français sous le titre Mort d’un compagnon de voyage, traduction de Jacques Decrest, Paris, A. Fayard, coll. César et Jane, 1956.
- The Body on Page One (1951)
- Murder, Maestro, Please (1952) Publié en français sous le titre Drôle de festival, traduction de Jacques Brécard, Paris, A. Fayard, coll. Les trois A, 1956.
- No Mourning for the Matador (1953) Publié en français sous le titre Ni fleur ni couronne pour le matador, traduction de Jacques Brécard, Paris, A. Fayard, coll. César et Jane, 1955.
- Crime, Gentlemen, Please ou Coffin for Christopher (1954)
- Landscape with Corpse (1955)
- Crime out of Mind (1956) Publié en français sous le titre Qui a poussé la tyrolienne ?, traduction de Jacques Brécard, Paris, A. Fayard, coll. Les trois A, 1958.
- She Wouldn’t Say Who (1957)
- Lucky Jane ou For Old Crime’s Sake (1959)

### SérieJuan Llorca
- The Man in the Tricorn Hat (1960) Publié en français sous le titre L’homme au tricorne, traduction de G. Hall, Paris, Presses internationales, coll. Inter-Police no 68, 1962.
- The Man with Three Jaguars (1961) Publié en français sous le titre L’homme aux trois jaguars, traduction de G. Hall, Paris, Presses internationales, coll. Inter-Police no 71, 1962.
- The Man with Three Chins (1965)
- The Man with Three Passports (1967)

### Autres romans
- They Journey by Night ou Not in Utter Nakedness (1932)
- No Traveller Returns (1934)
- A Double Bed on Olmpus (1938)
- The Cornish Coast Conspiracy1 (1942)
- A Night in Casablanca (1946)
- School for Secrets (1947)
- He Found Himself Murdered (1947)

## Filmographie

### Comme scénariste
- 1939 : Love: In Twenty Lessons, téléfilm britannique.

### Comme auteur adapté
- 1950 : She Shall Have Murder (en), film britannique réalisé par Daniel Birt d’après le roman éponyme, avec Rosamund John (en), Derrick De Marney et Felix Aylmer.
- 1964 : Detective, saison un, épisode dix-sept : Death of a Fellow Traveller, d’après le roman éponyme.